# Phenacorhamdia anisura
Phenacorhamdia anisura és una espècie de peix de la família dels heptaptèrids i de l'ordre dels siluriformes.

## Morfologia
Els mascles poden assolir els 4 cm de llargària total.

## Distribució geogràfica
Es troba a Sud-amèrica: conca del riu Orinoco a Veneçuela.